# Anopheles separatus
Anopheles separatus är en tvåvingeart som först beskrevs av George Frederick Leicester 1908.  Anopheles separatus ingår i släktet Anopheles och familjen stickmyggor. Inga underarter finns listade i Catalogue of Life.